# 吳淑 (萬曆進士)
吴淑（？—？），号石田，直隶镇江府丹徒縣人。明朝政治人物。

## 生平
万历四十三年（1615年）乙卯科应天乡试举人，四十七年（1619年）己未科進士，曾任山西蒲州知州。

## 家族
曾祖吳霆。祖父吴藻，庠生。父吴良贵，以季子淑封奉直大夫，嗣以仲子吴起龙赠中宪大夫。
姊吴氏，邑之高庄人，性静慧，幼稚时不喜嬉戏。许配金坛曹氏子，年十四，曹氏子夭亡，吴氏向父请求一同赴曹家吊丧，父许诺，至其家，凭棺哀哭，回家后即闭门礼佛，朝夕诵经，父母去世后，督课二弟吴起龙、吴淑，先后成进士，又纺织布匹出售，为曹氏子营墓树松柏，岁时伏腊往哭奠。曹氏致之养田，吴父没有接受，合乡父老生员上状给巡按御史，请朝廷旌表其门。崇祯二年得旌曰“淑贞”，建祠及坊，远近士大夫为诗歌传，传颂其事。松江陈继儒题之曰《贞节录》，福建蒋德璟为序，因名以曹贞吴。吴氏卒后，其侄女（吴起龙次女）冯贞吴（幼许金坛冯心晓长子）复以贞节著名里中。